# Muszkowiczskoje
Muszkowiczskoje (ros. Мушковичское сельское поселение) – jednostka administracyjna (osiedle wiejskie) wchodząca w skład rejonu jarcewskiego w оbwodzie smoleńskim w Rosji.
Centrum administracyjnym osiedla wiejskiego jest dieriewnia Muszkowiczi.

## Geografia
Powierzchnia osiedla miejskiego wynosi 65 km², a jego główne rzeki to Piesocznia i Palna. Przez terytorium jednostki przechodzi droga magistralna M1 «Białoruś» oraz linia kolejowa Moskwa – Mińsk (bez przystanku).

## Historia
Osiedle powstało na mocy uchwały obwodu smoleńskiego z 28 grudnia 2004 r., z późniejszymi zmianami – uchwała z dnia 25 maja 2017 roku.

## Demografia
W 2020 roku osiedle wiejskie zamieszkiwało 725 osób.

## Miejscowości
W skład jednostki administracyjnej wchodzi 9 miejscowości (wyłącznie dieriewnie): Diedieszyno, Griszyno, Kuźmino, Kurcowo, Muszkowiczi, Saprykino-1, Saprykino-2, Siemionowo, Worotyszyno.